# Ste-Radegonde (Poitiers)

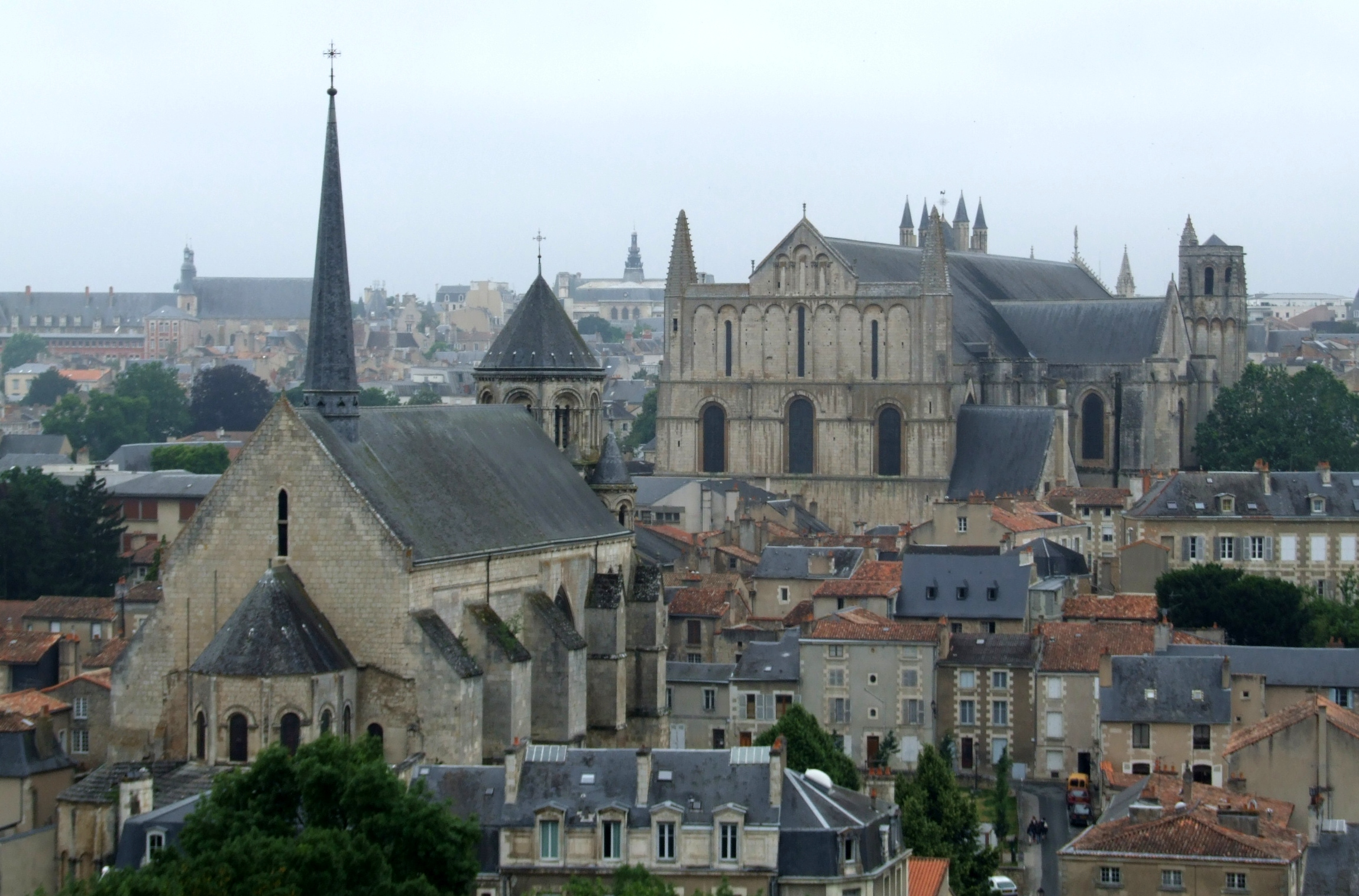
Poitiers mit Kirche Ste-Radegonde im Vordergrund und der Kathedrale im Hintergrund

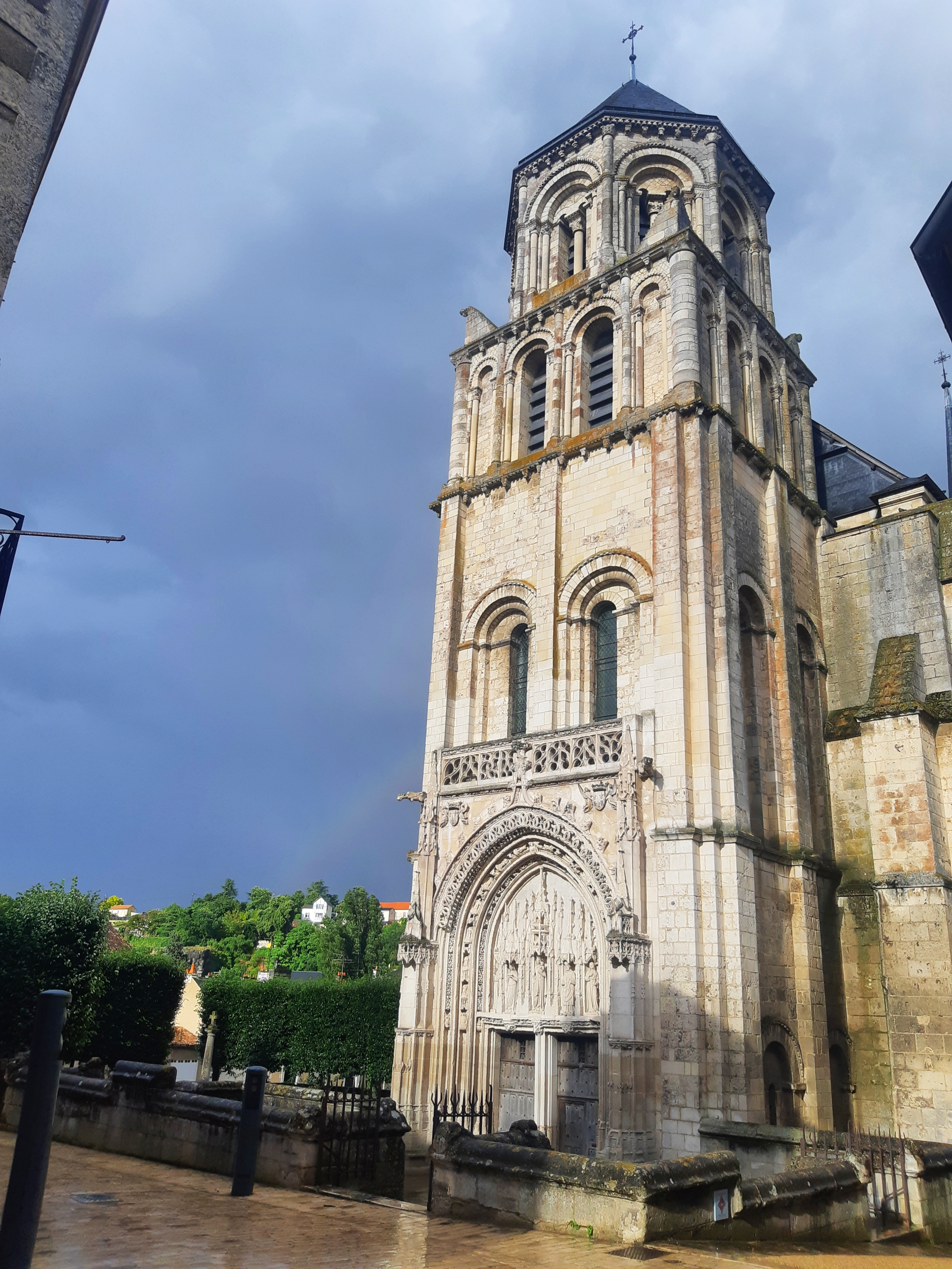
Fassade mit Glockenturm

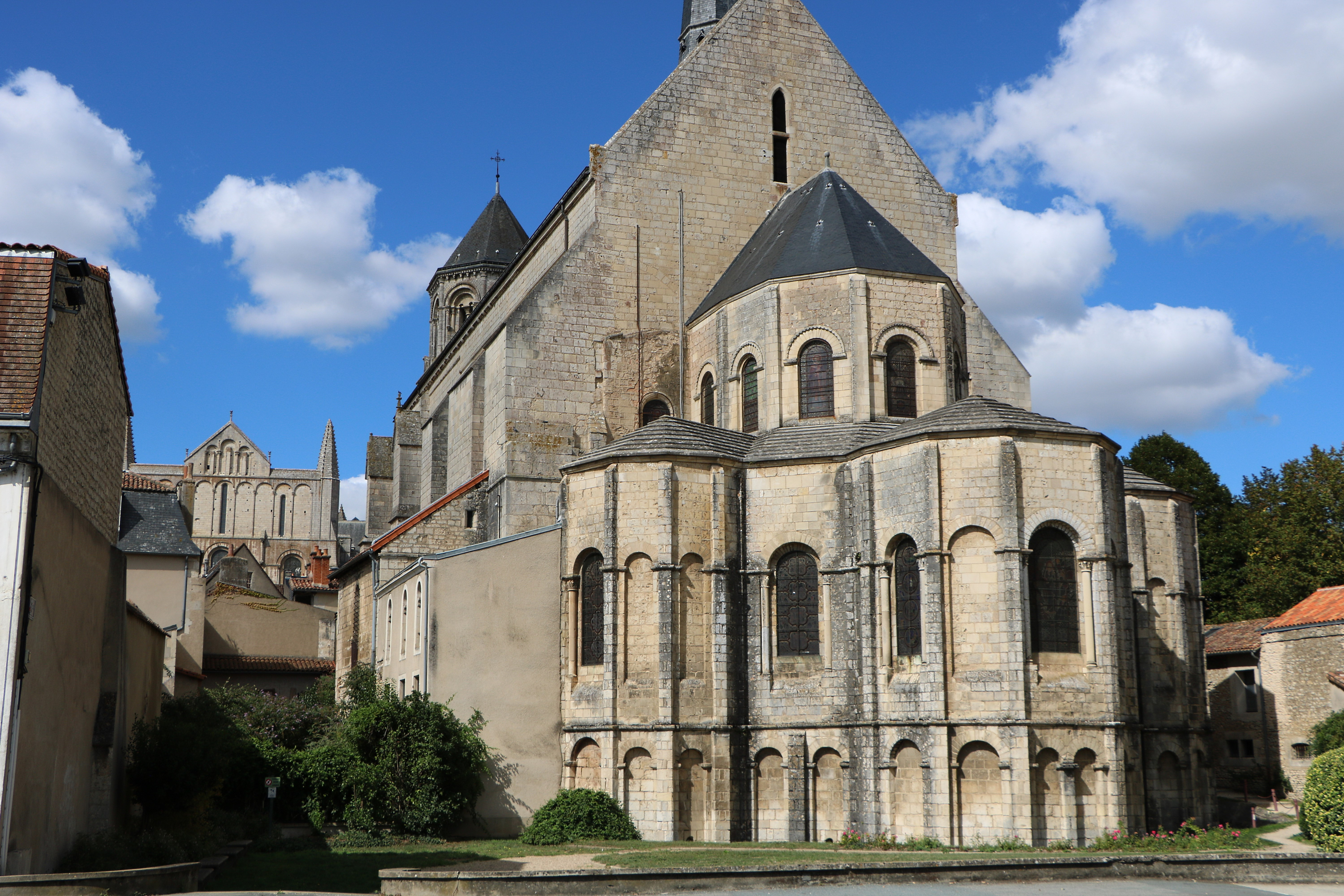
Chorpartie

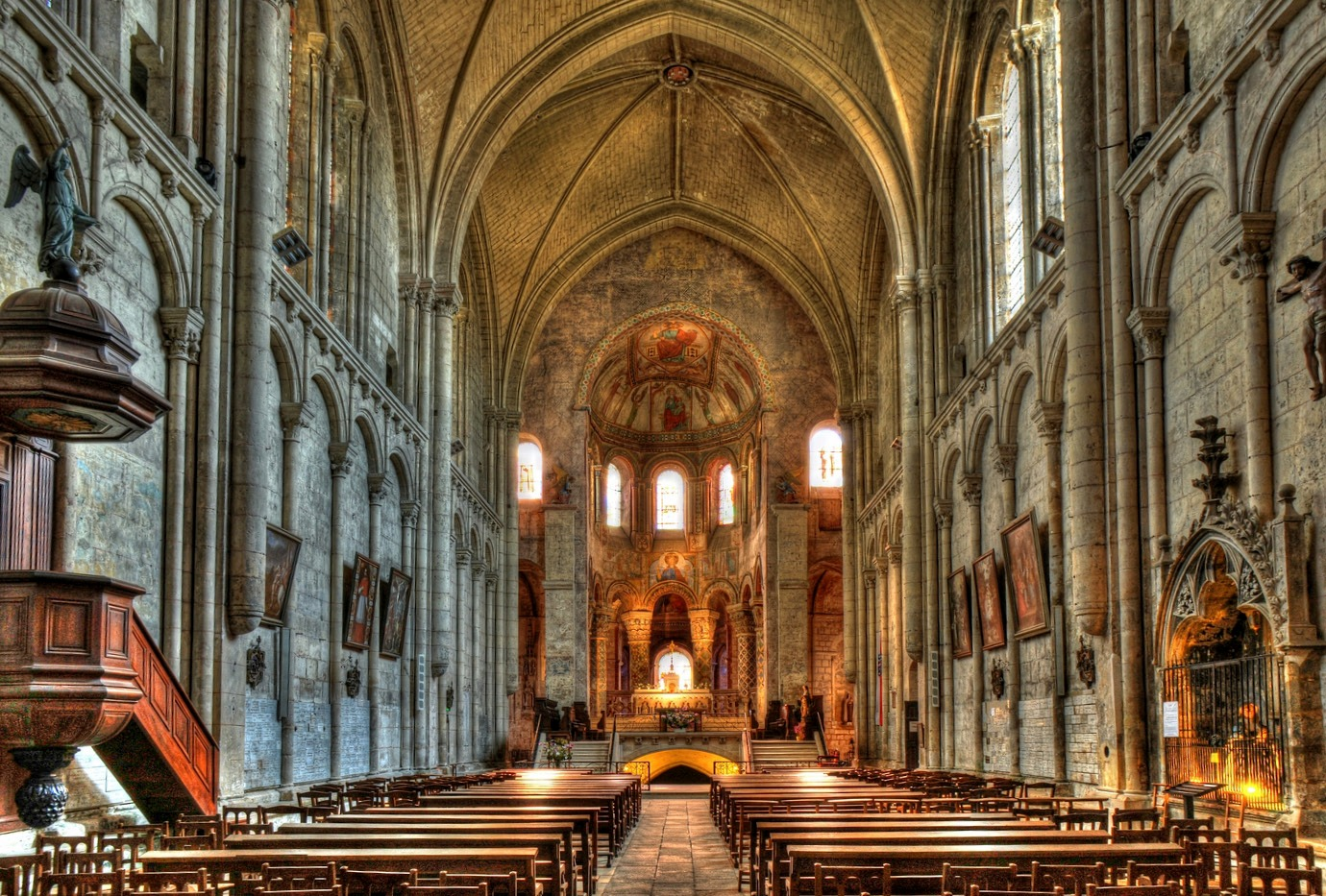
Innenraum

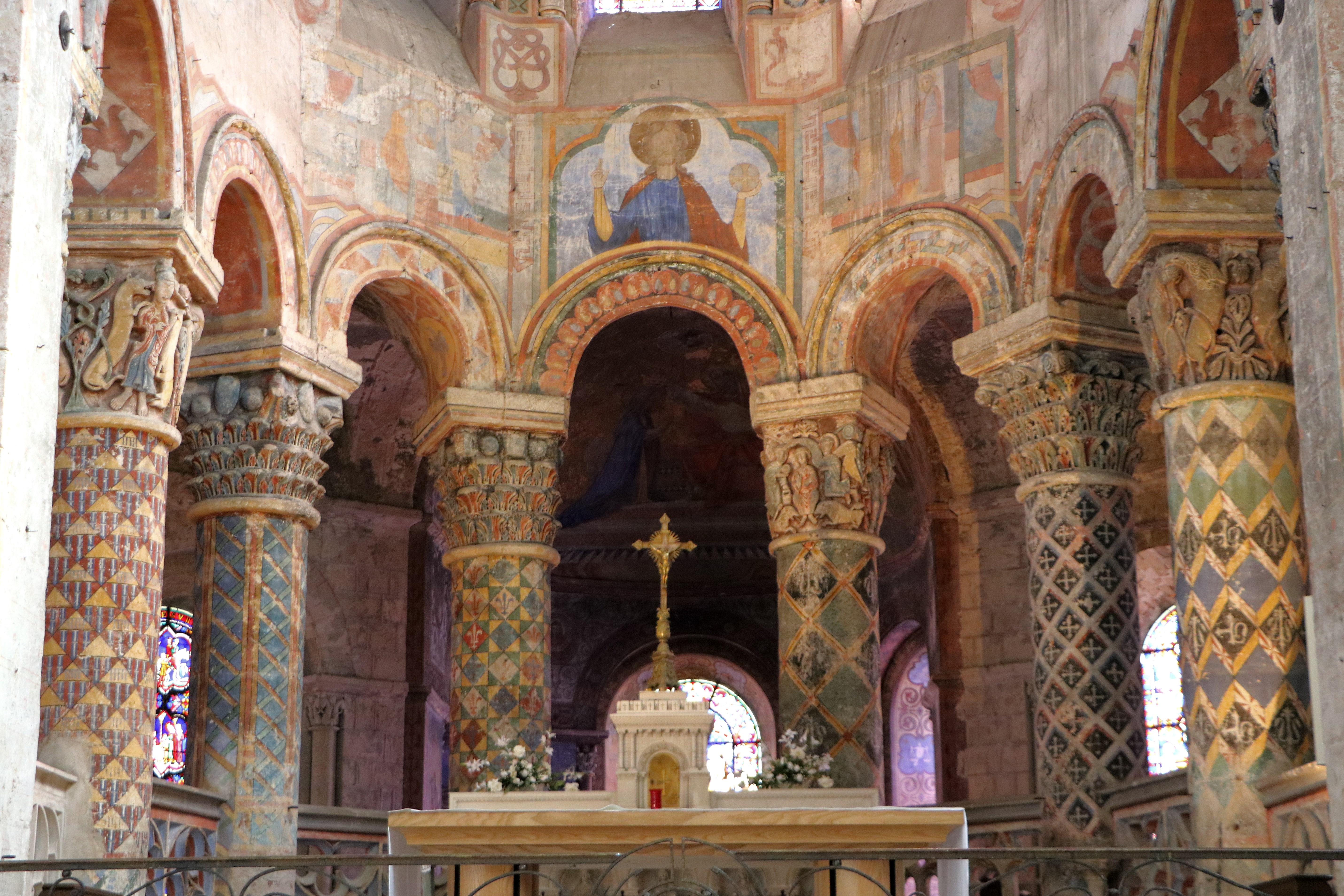
Säulen und Kapitelle im Chor

Sainte-Radegonde in der westfranzösischen Stadt Poitiers in der Kulturregion des Poitou ist eine bedeutende mittelalterliche Kirche im römisch-katholischen Erzbistum Poitiers. Sie trägt das Patrozinium der hl. Radegunde von Thüringen und ist bereits seit dem Jahr 1862 als Monument historique anerkannt.

## Lage
Die Kirche steht im Stadtzentrum unweit der Kathedrale von Poitiers und des Flusses Clain in einer Höhe von ca. 85 m.

## Geschichte
Die aus Thüringen stammende Königstochter Radegunde heiratete um das Jahr 540 den fränkischen König Chlothar I. aus dem Geschlecht der Merowinger. Die Ehe war unglücklich und blieb kinderlos; bereits vor dem Tod ihres Gemahls (561) gründete Radegunde im Jahr 558 das außerhalb der Stadtmauer stehende Kloster Sainte-Marie-hors-les-murs, eines der ersten reinen Frauenklöster Europas. Im Jahr 569 erhielt Radegund für ihr Kloster vom byzantinischen Kaiser Justinian II. einen Splitter des Kreuzes Jesu und nannte ihr Kloster fortan Ste-Croix. Nach ihrem Tod im Jahr 587 wurde sie in der Klosterkapelle beigesetzt, in welcher noch heute der von den Protestanten geschändete Sarkophag der Heiligen steht und die auch weiterhin als Grablege verstorbener Nonnen des Klosters diente; in der Folge begann ihre volkstümliche Verehrung als Heilige. Im Jahr 1012 wurden ihre Gebeine im Auftrag der Äbtissin Béliarde erhoben. Während der Hugenottenkriege (1562–1598) wurden Kloster und Kirche geplündert.

## Architektur
Nach dem Brand der alten, als Grablege verstorbener Nonnen dienenden Kapelle begann man im Jahr 1083 mit dem Bau einer neuen Kirche im Stil der Romanik. Diese ist deutlich größer, einschiffig mit Querhaus und erhöhtem Umgangschor mit Radialkapellen; unterhalb des Chores befindet sich eine durch kleine Außenfenster belichtete Krypta, die fortan als Grablege diente. Mächtige äußere Strebepfeiler stabilisierten die frühgotischen Kreuzrippengewölbe des im 13. Jahrhundert neugebauten und etwa 50 Meter langen und 15 Meter hohen Langhauses. Im 16. oder 17. Jahrhundert wurden einige Fenster im spätgotischen Stil umgestaltet. Auch der im Grundriss quadratische, oben aber ins Achteck überführte Glockenturm zeigt seine romanischen Ursprünge, lediglich das Portal mit der darüber befindlichen Balkonbalustrade wurde im Stil der Spätgotik erneuert.

## Ausstattung
Die mächtigen romanischen Kapitelle der üppig mit geometrischen Motiven geschmückten Säulen des Umgangschores sind von hoher künstlerischer Qualität. Die gegen Ende des 19. Jahrhunderts restaurierten Kirchenfenster (vitraux) stammen zum Teil noch aus dem 13. Jahrhundert und zeigen einen Zyklus mit Wundertaten der hl. Radegunde – darunter mehrere Krankenheilungen und auch die Auferweckung einer Toten. Das Chorgestühl (stalles) zeigt mehrere als Köpfe gestaltete Miserikordien.